# Tertulia (imię)
Tertulia – imię żeńskie pochodzenia łacińskiego; żeński odpowiednik imienia Tertuliusz. Istnieją przynajmniej dwie święte patronki tego imienia.
Tertulia imieniny obchodzi 29 kwietnia.